# Rocksteady
Rocksteady (z anglického ustálené houpání) je hudební žánr, který zaznamenal největší popularitu na Jamajce v letech 1966 až 1968.
Termín byl poprvé zmíněn v písni Altona Ellise Rock Steady. Přihodilo se to poté, co interpreti hrající ska smísili nové proudy gospelu a soulu. Rocksteady bylo následníkem ska a předchůdcem reggae. Hrály ho jamajské vokální skupiny jako například The Gaylads, The Kingstonians, Toots & the Maytals a The Paragons. Rocksteady se liší od ska v tempu, které je pomalejší a více oddychové. Opakované rytmické jazzové figury se hrály s použitím jen pár akordů a texty byly často o chudobě a sociálních problémech. Tanec, který se tančil na hudbu rocksteady byl mnohem uvolněnější než předchozí ska tanec.